# Гриневский, Фёдор Александрович
Фёдор Александрович Гриневский (пол. Teodor Franciszek Hryniewski; 29 января 1860, Себеж — 29 ноября 1932, Вильно) — русский и польский врач, общественный деятель. Троюродный брат писателя Александра Грина.

## Биография
Родился в дворянской семье. В 1881 году, окончив с серебряной медалью Витебскую Александровскую гимназию, поступил на естественное отделение физико-математического факультета Московского университета. После его окончания 2 года работал ассистентом на кафедре морфологии и систематики растений под руководством профессора И. Н. Горожанкина. В 1887 году поступил на медицинский факультет Московского университета.
После окончания медицинского факультета работал врачом в Москве. Выезжал на борьбу с эпидемиями холеры, опубликовал ряд научных статей, посвящённых проблемам микробиологии и инфекционных болезней, неоднократно выступал с докладами, участвовал в работе Общества Скорой помощи и ряда благотворительных обществ. Он пользовался большой популярностью как частнопрактикующий врач (его пациентами были крупный капиталист Савва Морозов, актеры Московского Художественного театра Ольга Книппер, Всеволод Мейерхольд, Леонид Леонидов). В 1904 году организовал в Москве на Поварской улице санаторий для больных внутренними и нервными болезнями, а в 1913 году купил имение Гребнево, где после ремонта разместился загородный филиал санатория.

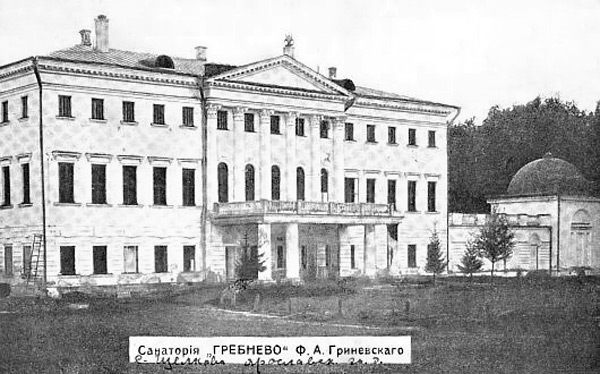

Фёдор Александрович заведовал гребневским санаторием до 1920 года, после чего вместе с семьей выехал в Польшу. Жил и работал в Варшаве, участвовал в создании системы здравоохранения Польши, в организации лагерей отдыха, санаториев, пансионатов. В 1929 году вместе с семьей переехал в родовое имение Якубенки в Дисненском повяте. Там вступил в должность районного врача; почти до самой смерти работал в амбулатории, расположенной в селе Плиса, занимался научной и общественной деятельностью.